# Зограбян, Усик
Усик (Иусик) Зограбян (1871—1942) — армянский священнослужитель и общественный деятель.

## Биография
Родился 5 ноября 1871 года в селе Большие Салы Области Войска Донского, ныне Ростовской области.
Начальное образование получил в приходской, затем в епархиальной школе. Обучение продолжил в Эчмиадзинской семинарии, которую окончил в 1893 году: учился у Магакии Орманяна, Карапета Костаняна, Иоаннеса Иоаннесяна. Стал одним из шести первых дьяконов — выпускников семинарии, рукоположенных в монахи в церкви Св. Гаянэ в 1894 году. По окончании семинарии преподавал в младших её классах.
В 1896 году католикос Мкртич Хримян направил Зограбяна в Германию для получения университетского образования — там он в 1900 году окончил философский факультет Лейпцигского университета и получил степень доктора богословия. Вернувшись в Эчмиадзин, в 1905—1912 годах преподавал историю Церкви в родной семинарии. Затем был назначен секретарем Синода, и позже — канцлером католикосата.
Затем католикос Геворг V Суренянц назначил архимандрита Усика Зограбяна духовным пастырем армян Москвы и Санкт-Петербурга (1913—1918), а также инспектором епархиальных школ Нахичевани-на-Дону и Бессарабии. В этот период времени Зограбян окончил юридический факультет Московского университета (1916) и параллельно преподавал историю Церкви и армянского народа на отделении арменоведения в Лазаревском институте.
После Октябрьской революции, в 1918—1920 годах, Зограбян служил викарием Нахичевани-на-Дону и Бессрабии; а после того, как в Армении установилась советская власть, с 1920 по 1922 год, служил духовным пастырем армян Румынии. В 1924 году был рукоположен в епископы и в 1931 году сформировал Румынскую епархию Армянской церкви, которую он создал при поддержке Николае Йорги — румынского министра общественного образования и религии. В 1931 году епархия была признана Кабинетом министров Королевства Румынии.
Католикос Хорен Мурадбегян возвёл Усика Зограбяна в сан архиепископа и в 1932 году своей энцикликой дал ему право духовного окормления армянских общин в Польше, Чехословакии, Венгрии, Швейцарии, а также утвердил в качестве экзарха Святого Эчмиадзинского Престола. Зограбян сотрудничал с армянской периодической печатью Румынии, в 1934 году он издал в Бухаресте на румынском языке свою книгу-монографию «История армянской церкви».
На Национально-церковном Соборе, состоявшемся в Святом Эчмиадзине 12 апреля 1941 года, архиепископ Иусик Зограбян был единогласно избран членом Высшего духовного совета, несмотря на то, что не имел возможности лично принять участие в работе Собора, поскольку в СССР он считался одним из руководителей «зарубежного дашнакского центра». В годы Второй мировой войны Зограбян боролся против фашистских планов высылки армян из Румынии. До конца своей жизни преподавал в армянской духовной семинарии Бухареста.
Умер 23 октября 1942 года в Бухаресте от сахарного диабета и был похоронен на местном армянском кладбище.